# Phương pháp quả cà chua

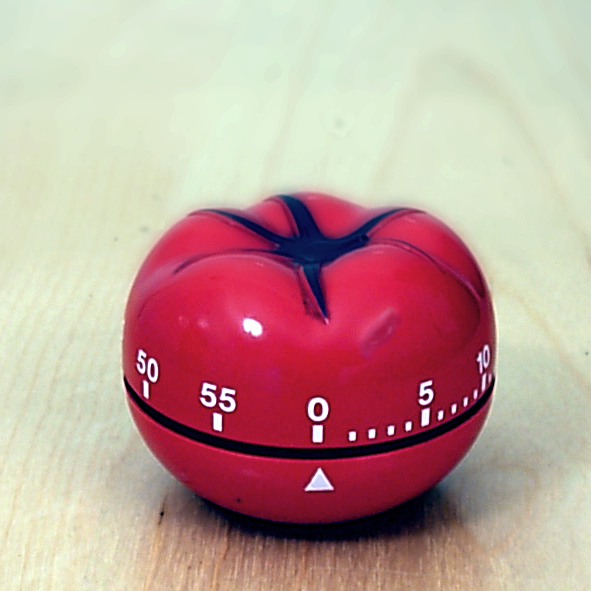
Một chiếc đồng hồ bấm giờ Pomodoro hình quả cà chua

Phương pháp Pomodoro là một phương pháp quản lý thời gian được phát triển bởi Francesco Cirillo vào cuối những năm 1980. Nó sử dụng đồng hồ bấm giờ trong bếp để chia thời lượng công việc thành các khoảng thời gian, thường là 25 phút, giữa mỗi khoảng là khoảng nghỉ ngơi ngắn, thường kéo dài trong 5 phút. Mỗi một khoảng thời gian 25 phút như thế được gọi là một pomodoro, bắt nguồn từ tiếng Ý có nghĩa là cà chua, theo tên chiếc đồng hồ bấm giờ nhà bếp hình quả cà chua mà Cirillo đã sử dụng khi còn là sinh viên đại học.
Phương pháp này đã được phổ biến rộng rãi bởi các ứng dụng và trang web cung cấp bộ hẹn giờ và hướng dẫn. Liên quan chặt chẽ đến các khái niệm như khung thời gian và phát triển lặp đi lặp lại và gia tăng được sử dụng trong thiết kế phần mềm, phương pháp này cũng đã được áp dụng trong lập trình đôi.

## Mô tả
Phương pháp gốc bao gồm sáu bước:
1. Quyết định công việc phải làm.
2. Đặt hẹn giờ pomodoro (thường là 25 phút).[1]
3. Thực hiện công việc.
4. Kết thúc công việc khi đồng hồ bấm giờ đổ chuông và nghỉ giải lao trong thời gian ngắn (thường là 5–10 phút).[5]
5. Nếu bạn hoàn thành công việc trong thời gian ít hơn ba pomodoro, hãy quay lại Bước 2 và lặp lại cho đến khi bạn hoàn thành cả ba pomodoro.
6. Sau khi thực hiện xong ba pomodoro, hãy thực hiện pomodoro thứ tư và sau đó nghỉ một lúc lâu (thường là 20 đến 30 phút). Khi thời gian nghỉ dài này kết thúc, hãy quay lại bước 2.

Đối với mục đích của phương pháp này, pomodoro là một khoảng thời gian làm việc.
Nghỉ giải lao thường xuyên được thực hiện, hỗ trợ quá trình đồng hóa sinh học. Khoảng 10 phút nghỉ giãn cách giữa các pomodoro liên tiếp. Bốn pomodoro tạo thành một bộ. Thời gian nghỉ giữa các bộ dài hơn, từ 20–30 phút.
Mục tiêu của phương pháp này là giảm tác động của các gián đoạn bên trong và bên ngoài đối với sự chú ý và dòng chảy tâm lý. Một pomodoro là không thể chia cắt; khi bị gián đoạn trong một pomodoro, hoạt động khác phải được ghi lại và hoãn lại (sử dụng chiến lược thông báo – đàm phán – lên lịch – gọi lại) hoặc phải hủy bỏ pomodoro.
Sau khi hoàn thành nhiệm vụ trong pomodoro, mọi thời gian còn lại nên được dành cho các hoạt động, ví dụ:
1. Xem lại công việc của bạn vừa hoàn thành (tùy chọn)
2. Xem lại các hoạt động từ quan điểm học tập (ví dụ: Bạn đã hoàn thành mục tiêu học tập nào? Kết quả học tập bạn đã đạt được là gì? Bạn đã hoàn thành mục tiêu, mục tiêu hoặc kết quả học tập của mình cho nhiệm vụ chưa? )
3. Xem lại danh sách các nhiệm vụ sắp tới cho các khoảng thời gian pomodoro đã lên kế hoạch tiếp theo và bắt đầu phản ánh hoặc cập nhật chúng.

Cirillo gợi ý:
Specific cases should be handled with common sense: If you finish a task while the Pomodoro is still ticking, the following rule applies: If a Pomodoro begins, it has to ring. It's a good idea to take advantage of the opportunity for overlearning, using the remaining portion of the Pomodoro to review or repeat what you've done, make small improvements, and note what you've learned until the Pomodoro rings.

Các giai đoạn lập kế hoạch, theo dõi, ghi lại, xử lý và trực quan hóa là nền tảng của phương pháp này. Trong giai đoạn lập kế hoạch, các nhiệm vụ được ưu tiên bằng cách ghi lại chúng trong danh sách "Việc cần làm hôm nay", cho phép người dùng ước tính nỗ lực mà họ cần. Khi hoàn thành pomodoro, chúng được ghi lại, tăng thêm cảm giác hoàn thành và cung cấp dữ liệu thô để tự quan sát và cải thiện sau này.

## Công cụ
Cha đẻ của phương pháp này và những người ủng hộ ông khuyến khích cách tiếp cận sử dụng công nghệ thấp, nên sử dụng đồng hồ bấm giờ cơ học, giấy và bút chì. Hành động vật lý khi cài bộ hẹn giờ giúp xác nhận quyết tâm bắt đầu tác vụ của người dùng; đánh dấu mong muốn hoàn thành nhiệm vụ; đổ chuông thông báo nghỉ giải lao. Dòng chảy và sự tập trung trở nên gắn liền với những kích thích vật lý này.
Phương pháp này đã truyền cảm hứng cho nhiều phần mềm ứng dụng cho một số nền tảng, với nhiều chương trình khác nhau có sẵn.